# Яшин Олексій Іванович
Олексій Іванович Яшин (30 березня 1919, село Узинське, тепер Шемишейського району Пензенської області, Російська Федерація — 8 березня 1991, місто Москва) — радянський державний діяч, міністр промисловості будівельних матеріалів СРСР. Кандидат у члени ЦК КПРС у 1981—1986 роках. Депутат Верховної Ради СРСР 10—11-го скликань. Кандидат економічних наук (1952), доцент (1960).

## Життєпис
Народився в родині службовця.
У 1937—1941 роках — студент Московського інституту інженерів залізничного транспорту.
Член ВКП(б) з 1941 року.
У червні — вересні 1941 року — відповідальний секретар бюро ВЛКСМ окремого артилерійського дивізіону Західного фронту. У вересні — грудні 1941 року — комсорг Московського міського комітету ВЛКСМ на оборонних рубежах під Москвою. Учасник німецько-радянської війни
У 1941—1943 роках — інженер, старший інженер, начальник виробничо-технічного відділу машинно-шляхової станції на військово-відновлювальних роботах в містах Тулі, Серпухові та Москві.
У 1942 році закінчив Московський інститут інженерів залізничного транспорту, інженер-будівельник.
У 1943—1953 роках — інструктор, завідувач сектора, помічник секретаря, заступник завідувача транспортного відділу, заступник завідувача відділу партійних, профспілкових і комсомольських органів Московського обласного комітету ВКП(б).
У 1948 році закінчив заочну Вищу партійну школу при ЦК КПРС. Закінчив аспірантуру Інституту економіки АН СРСР.
У 1953—1954 роках — інструктор відділу будівництва, завідувач сектора будівництва і будматеріалів промислово-транспортного відділу ЦК КПРС.
У 1954—1957 роках — заступник міністра будівництва СРСР із кадрів.
У 1957—1960 роках — заступник голови Ради народного господарства Білоруської РСР.
У 1960—1962 роках — заступник постійного представника Ради міністрів Білоруської РСР при Раді міністрів СРСР.
У 1962—1963 роках — заступник міністра будівництва Російської РФСР, заступник міністра монтажних і спеціальних будівельних робіт Російської РФСР.
У 1963—1965 роках — заступник голови Державного виробничого комітету із монтажних і спеціальних будівельних робіт РМ СРСР. У 1965—1973 роках — заступник міністра монтажних і спеціальних будівельних робіт СРСР.
26 червня 1973 — 2 лютого 1979 року — 1-й заступник голови виконавчого комітету Московської міської ради народних депутатів.
24 січня 1979 — 15 липня 1985 року — міністр промисловості будівельних матеріалів СРСР.
З липня 1985 року — персональний пенсіонер союзного значення в Москві.
Помер 8 березня 1991 року. Похований в Москві на Троєкуровському цвинтарі.

## Нагороди і звання
- орден Жовтневої Революції
- два ордени Трудового Червоного Прапора
- орден «Знак Пошани»
- медалі